# Mikael Klitgaard
Mikael Klitgaard (født 3. marts 1954) er nuværende borgmester i Brønderslev Kommune, valgt for Venstre. Han var før kommunesammenlægningen i 2007 borgmester i Dronninglund Kommune, og i den nye Brønderslev Kommune blev han den første borgmester pr. 1.1 2007. Ved kommunalvalget i 2009 gik Venstre tilbage, og Klitgaard måtte overgive posten til socialdemokraten Lene Hansen. Resultatet af valget i 2013 betød, at Klitgaard igen overtog borgmesterposten, og han beholdt den efter valget i 2017.